# Кароль Свідерський
Кароль Свідерський (пол. Karol Świderski; нар. 23 січня 1997, Равич, Польща) — польський футболіст, нападник грецького клубу «Панатінаїкос» та національної збірної Польщі.

## Клубна кар'єра
Футбольну кар'єру розпочав у клубі «Равія» (Равич). У 2012—2014 роках виступав у школі спортивного чемпіонату УКС СМС (Лодзь). Потім у 2014 році став гравцем екстраклясової  «Ягеллонії» (Білосток), в якій він виступав спочатку в молодіжній Екстраклясі та в третьоліговій «Ягеллонії II» (Білосток), резервній команді «Ягеллонії».
В Екстраклясі дебютував 23 серпня 2014 року в програному (1:3) поєдинку 6-го туру проти «Шльонська» (Вроцлав), на той момент Каролю ще не виповнилося 18 років. 3 червня 2015 року на 80-й хвилині переможного виїзного поєдинку проти «Погоні» (Щецин).
У розіграшах кубку УЄФА дебютував 2 липня 2015 року в переможному (1:0) виїзному поєдинку проти «Круої». Взяв участь й у матчі-відповіді, в якому польський клуб переміг з рахунком 6:0, а Свідерський відзначився голом уже на 6-й хвилині. Виступав у складі «Ягеллонії» й у матчі проти «Омонії» (Нікосія).

## Статистика виступів

### Статистика виступів на клубному рівні
Станом на 22 липня 2019 року
| Клуб                 | Сезон             | Ліга              | Ліга  | Ліга | Кубок Польщі | Кубок Польщі | Європа | Європа | Загалом | Загалом |
| Клуб                 | Сезон             | Ліга              | Матчі | Голи | Матчі        | Голи         | Матчі  | Голи   | Матчі   | Голи    |
| -------------------- | ----------------- | ----------------- | ----- | ---- | ------------ | ------------ | ------ | ------ | ------- | ------- |
| Ягеллонія (Білосток) | 2014/15           | Екстракляса       | 7     | 1    | 0            | 0            | –      | –      | 7       | 1       |
| Ягеллонія (Білосток) | 2014/15           | III liga          | 11    | 5    | 0            | 0            | –      | –      | 11      | 5       |
| Ягеллонія (Білосток) | 2015/16           | Екстракляса       | 31    | 4    | 1            | 1            | 4      | 2      | 36      | 7       |
| Ягеллонія (Білосток) | 2015/16           | III ліга          | 1     | 0    | 0            | 0            | –      | –      | 1       | 0       |
| Ягеллонія (Білосток) | 2016/17           | Екстракляса       | 26    | 2    | 2            | 1            | –      | –      | 28      | 3       |
| Ягеллонія (Білосток) | 2016/17           | III ліга          | 1     | 0    | 0            | 0            | –      | –      | 1       | 0       |
| Ягеллонія (Білосток) | 2017/18           | Екстракляса       | 32    | 5    | 1            | 0            | 1      | 0      | 34      | 5       |
| Ягеллонія (Білосток) | 2018/19           | Екстракляса       | 17    | 8    | 3            | 1            | 3      | 0      | 23      | 9       |
| Ягеллонія (Білосток) | Всього            | Всього            | 113   | 20   | 7            | 3            | 8      | 2      | 128     | 25      |
| ПАОК                 | 2018/19           | Суперліга         | 11    | 4    | 0            | 0            | –      | –      | 7       | 1       |
| ПАОК                 | 2018/20           | Суперліга         | 7     | 6    | –            | –            | 3      | 1      | 20      | 7       |
| ПАОК                 | Всього            | Всього            | 18    | 10   | 4            | 2            | 3      | 1      | 25      | 13      |
| Всього за кар'єру    | Всього за кар'єру | Всього за кар'єру | 131   | 30   | 11           | 5            | 11     | 3      | 153     | 38      |

### Статистика виступів за збірну
Станом на 21 листопада 2023 року
| Дата       | Місто            | Господарі         | Результат | Гості             | Турнір                               | Голи | Примітки |
| ---------- | ---------------- | ----------------- | --------- | ----------------- | ------------------------------------ | ---- | -------- |
| 28-3-2021  | Варшава          | Польща            | 3 – 0     | Андорра           | Відбір до ЧС 2022                    | 1    | 63'      |
| 31-3-2021  | Лондон           | Англія            | 2 – 1     | Польща            | Відбір до ЧС 2022                    | -    | 46'      |
| 1-6-2021   | Іновроцлав       | Польща            | 1 – 1     | Росія             | товариський матч                     | -    | 67'      |
| 8-6-2021   | Познань          | Польща            | 2 – 2     | Ісландія          | товариський матч                     | 1    | 81'      |
| 14-6-2021  | Санкт-Петербург  | Польща            | 1 – 2     | Словаччина        | ЧЄ 2020 - груповий етап              | -    | 85'      |
| 19-6-2021  | Севілья          | Іспанія           | 1 – 1     | Польща            | ЧЄ 2020 - груповий етап              | -    | 68'      |
| 23-6-2021  | Санкт-Петербург  | Швеція            | 3 – 2     | Польща            | ЧЄ 2020 - груповий етап              | -    |          |
| 2-9-2021   | Варшава          | Польща            | 4 – 1     | Албанія           | Відбір до ЧС 2022                    | -    | 81' 82'  |
| 5-9-2021   | Серравалле       | Сан-Марино        | 1 – 7     | Польща            | Відбір до ЧС 2022                    | 1    |          |
| 8-9-2021   | Варшава          | Польща            | 1 – 1     | Англія            | Відбір до ЧС 2022                    | -    | 63'      |
| 9-10-2021  | Варшава          | Польща            | 5 – 0     | Сан-Марино        | Відбір до ЧС 2022                    | 1    | 72'      |
| 12-10-2021 | Тирана           | Албанія           | 0 – 1     | Польща            | Відбір до ЧС 2022                    | 1    | 71'      |
| 12-11-2021 | Андорра-ла-Велья | Андорра           | 1 – 4     | Польща            | Відбір до ЧС 2022                    | -    | 77'      |
| 15-11-2021 | Варшава          | Польща            | 1 – 2     | Угорщина          | Відбір до ЧС 2022                    | 1    |          |
| 1-6-2022   | Вроцлав          | Польща            | 2 – 1     | Уельс             | Ліга націй УЄФА 2022-2023 - 1-й етап | 1    | 73'      |
| 14-6-2022  | Варшава          | Польща            | 0 – 1     | Бельгія           | Ліга націй УЄФА 2022-2023 - 1-й етап | -    | 57'      |
| 25-9-2022  | Кардіфф          | Уельс             | 0 – 1     | Польща            | Ліга націй УЄФА 2022-2023 - 1-й етап | 1    | 65'      |
| 16-11-2022 | Варшава          | Польща            | 1 – 0     | Чилі              | товариський матч                     | -    | 59'      |
| 30-11-2022 | Доха             | Польща            | 0 – 2     | Аргентина         | ЧС 2022 - груповий етап              | -    | 46'      |
| 24-3-2023  | Прага            | Чехія             | 3 – 1     | Польща            | Відбір до ЧЄ 2024                    | -    | 46'      |
| 27-3-2023  | Варшава          | Польща            | 1 – 0     | Албанія           | Відбір до ЧЄ 2024                    | 1    | 88'      |
| 20-6-2023  | Кишинів          | Молдова           | 3 – 2     | Польща            | Відбір до ЧЄ 2024                    | -    | 73'      |
| 7-9-2023   | Варшава          | Польща            | 2 – 0     | Фарерські острови | Відбір до ЧЄ 2024                    | -    | 60'      |
| 10-9-2023  | Тирана           | Албанія           | 2 – 0     | Польща            | Відбір до ЧЄ 2024                    | -    | 61'      |
| 12-10-2023 | Торсгавн         | Фарерські острови | 0 – 2     | Польща            | Відбір до ЧЄ 2024                    | -    | 59'      |
| 15-10-2023 | Варшава          | Польща            | 1 – 1     | Молдова           | Відбір до ЧЄ 2024                    | 1    |          |
| 17-11-2023 | Варшава          | Польща            | 1 – 1     | Чехія             | Відбір до ЧЄ 2024                    | -    | 46'      |
| 21-11-2023 | Варшава          | Польща            | 2 – 0     | Латвія            | товариський матч                     | -    | 61' 69'  |
| Усього     |                  | Матчів            | 28        |                   | Голів                                | 10   |          |

## Кар'єра в збірній

### U-18
У березні 2015 року Кароль отримав виклик до юнацької збірної Польщі U-18 Рафала Янаша на матчі Кубку Федерації ЛФФ. Дебютував у складі збірної в переможному (1:0) для поляків поєдинку проти юнацької збірної Грузії U-18. Також зіграв у нічийному (1:1) поєдинку проти юнацької збірної Литви U-18 (відзначився голом на 9-й хвилині), а також програному (1:3) поєдинку проти юнацької збірної України U-18. 14 та 16 червня 2015 року зіграв у кладі збірної Польщі 2 поєдинки прот збірної Грузії U-18 (у Тбілісі).

### U-19
Дебютував у юнацькій збірній Польщі U-19 5 вересня 2015 року в нічийному (1;1) товариському поєдинку проти однолітків з Уельсу. Зіграв також у двох товариських матчах зі Словенією. В першому з цих двох матчів, який завершився внічию (2:2), відзначився 2-ма голами. Відправився на турнір, який проходив на Кіпрі, в рамках кваліфікаційного раунду чемпіонату Європи U-19, де зіграв проти Болгарії, Кіпру та Люксембургу, в яких відзначився 3-ма голами.

## Титули і досягнення

### Командні
- Чемпіон Греції (1):

ПАОК: 2018-19
- Володар Кубка Греції (2):

ПАОК: 2018-19, 2020-21